# Ифелдорф
Ифелдорф (њем. Iffeldorf) општина је у њемачкој савезној држави Баварска. Једно је од 34 општинска средишта округа Вајлхајм-Шонгау. Према процјени из 2010. у општини је живјело 2.538 становника. Посједује регионалну шифру (AGS) 9190132.

## Географски и демографски подаци
Ифелдорф се налази у савезној држави Баварска у округу Вајлхајм-Шонгау. Општина се налази на надморској висини од 603 метра. Површина општине износи 27,6 km². У самом мјесту је, према процјени из 2010. године, живјело 2.538 становника. Просјечна густина становништва износи 92 становника/km².

## Међународна сарадња
| Мјесто | Држава    | Врста сарадње | Од    |
| ------ | --------- | ------------- | ----- |
|        | Француска | партнерство   | 1982. |
| Извор  |           |               |       |